# Nils G. Bruzelius

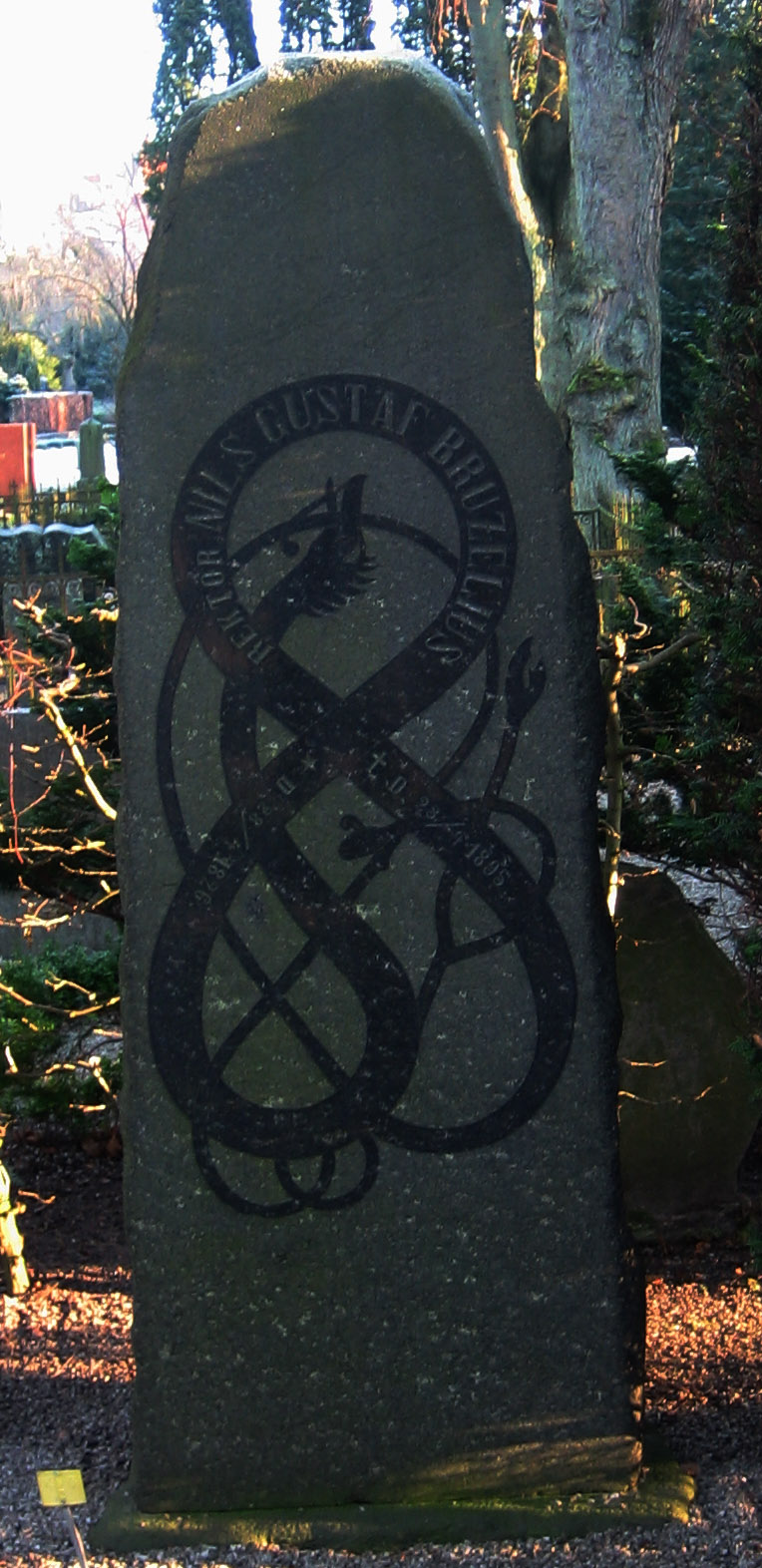
Nils Gustaf Bruzelii gravsten på Norra kyrkogården i Lund är inspirerad av runstensornamentik.

Nils Gustaf Bruzelius, född 28 april 1826 i Västra Tommarps socken, Skytts härad, Malmöhus län, död 23 april 1895 i Lund, var en svensk arkeolog och läroverksrektor.
Nils G. Bruzelius var son till prästen Johannes Bruzelius och Sofia Jakobina Kruse. Arvid Sture Bruzelius var hans farbror. Han blev filosofie magister 1847 vid Lunds universitet och förordnades 1849 till amanuens vid universitetets historiska museum och myntkabinett samt 1851 till extra ordinarie amanuens vid biblioteket. År 1855 blev han docent i nordisk arkeologi vid nämnda universitet, 1860 adjunkt vid Högre allmänna läroverket i Malmö (nuvarande Malmö latinskola) och var 1864–91 rektor vid Högre allmänna läroverket i Ystad (nuvarande Österportsgymnasiet). 
Bruzelius företog omfattande arkeologiska undersökningar i Skåne, Blekinge, Halland och Småland. På uppdrag av Vitterhetsakademin uppgjorde han 1859–66 arkeologiska beskrivningar över åtskilliga härader i Skåne. Han upptäckte även runstenar, så till exempel Gårdstångastenen 2 och Gårdstångastenen 3. Han kompletterade också Vallebergastenen och Skivarpstenen.
Vid läroverket i Ystad grundlade Bruzelius ett etnografiskt och naturhistoriskt museum, det största något läroverk i Sverige haft. Bruzelius är särskilt hågkommen för sin 1876 utgivna skildring av allmogelivet i Ingelstads härad, med vilken han lämnade ett mycket värdefullt bidrag till den skånska folklivsforskningen. Utöver nedanstående skrifter författade han en mängd artiklar i nordisk arkeologi i in- och utländska tidskrifter. Han blev korresponderande ledamot av Vitterhetsakademien 1865 och ledamot av Fysiografiska sällskapet i Lund 1870.
Bruzelius ligger begravd på Norra kyrkogården i Lund.
Nils G. Bruzelius var far till apotekaren i Lund Nils Bruzelius och farfar till Anders Bruzelius.